# Лихтенштейн, Карл фон (1765)
Князь Карл фон унд цу Лихтенштейн (1 марта 1765, Вена — 24 декабря 1795, Вена) — австрийский государственный деятель.

## Биография
Родился в 1765 году в Вене и был старшим сыном фельдмаршала князя Карла Борромеуса фон унд цу Лихтенштейна (1730–1789) и его жены Марии-Элеоноры, урождённой княжны фон Эттинген-Шпильберг (1745–1812). Сперва получил домашнее образование, затем был отправлен в Гёттингенский университет в сопровождении избранного его отцом наставника, после чего предпринял образовательное путешествие по Германии, Голландии и Англии, из которого вернулся в 1787 году. С 1785 года был членом масонской ложи «Zum Heiligen Joseph». Недолгое время служил чиновником в Австрийских Нидерландах, но после смерти отца (1789) вернулся в Вену, где 28 сентября того же года женился на графине Марии Анне Жозефе фон Хевенхюллер-Метч (1770–1849), дочери графа Иоганна Франца Ксавера Антона (1737–1797) и его жены Терезии, урожденной графини фон Ротталь (1742–1777). В браке родилось трое детей, из которых один дожил до взрослого возраста.
Несмотря на юный возраст князя, император Леопольд II назначил его директором своей Личной канцелярии. Он стал спутником и доверенным лицом императора, которого сопровождал на коронацию во Франкфурт-на-Майне. После смерти императора Леопольда, он служил его преемнику, Францу II только в качестве камергера, что означало, что от князя требовалось только дважды в неделю появляться при дворе. В 1795 году князь Карл фон Лихтенштейн погиб на дуэли с бароном  Фердинандом фон Вейхсом, который ранее дал ему пощечину в салоне баронессы Фанни фон Арнштейн, известной светской красавицы и супруги венского банкира, австрийского еврея барона Натана Адама фон Арнштейна, благосклонности которой оба добивались. 
Карл фон Лихтенштейн был похоронен в склепе Лихтенштейнов в моравском поместье Кромау.

## Дети
- Карл (1790–1865) — генерал от кавалерии (1851), оберст-гофмейстер (с 1849), кавалер ордена Золотого руна (1852).
- Леопольд (1792–1800)
- Мария (*/† 1795)